# Szentbékkállai-kőtenger
A Balaton-felvidéki Nemzeti Park törzsterületéhez tartozó Káli-medencének kiemelkedő természeti értékei a Szentbékkállai-kőtenger kövei. A sziklák a Pannon-tengerből emelkedtek ki a Káli-medencében fekvő Szentbékkálla falu szomszédságában. Létrejötte a hajdani vulkanikus utóműködésnek köszönhető, amelynek hatására a feltörő hévizes források a Pannon-tenger   lerakódott fehér homokját cementálták, így jött létre a ma is látható  kemény, szilícium-dioxid kőzetanyag. A folyamatos erózió során, elsősorban a pleisztocén kor időjárásának hatására  változatos kőformák jöttek létre,  amelyek a mai turistalátványosság alapját képezik.
Az egyedülálló geológiai formakincs beleékelődik az Országos Kéktúra útvonalába Badacsonytördemic és Nagyvázsony között Egyik közismert, gigantikus kőtömb a Kelemen-kőnek keresztelt ingókő, amelyet egyesült erővel képesek billegtetni a látogatók, mivel a csak három ponton nyugvó monstrum valójában egy tíz tonnás kőpad. A természetvédelmi terület mintegy védeni látszik nemcsak az itt élő flórát és faunát, de magukat a szinte eredeti épségükben megmaradt köveket is. A kőtenger nagyobb vonzáskörzetében ugyanis a sziklákból előszeretettel készítettek malomköveket egészen a 19. századig bezárólag és ezért errefelé gyérebb a kőóriások száma. A szomszédos Kővágóörs is ennek a „kőkitermelésnek” köszönheti nevét. Ugyanitt a falu házait is a biztos alapot nyújtó kőhátakra építették, amely kőmonstrumok olykor még a szobákban is utat törtek maguknak.
A Szentbékkállai-kőtenger a Káli-medence legértékesebb geológiai kincse.